# San Román de Bembibre
San Román de Bembibre es una localidad del municipio de Bembibre, en la comarca de El Bierzo, en la provincia de León, comunidad autónoma de Castilla y León (España).
A fecha de enero de 2024 cuenta con una población de 412 habitantes, repartidos en 205 hombres y 207 mujeres.

## Historia

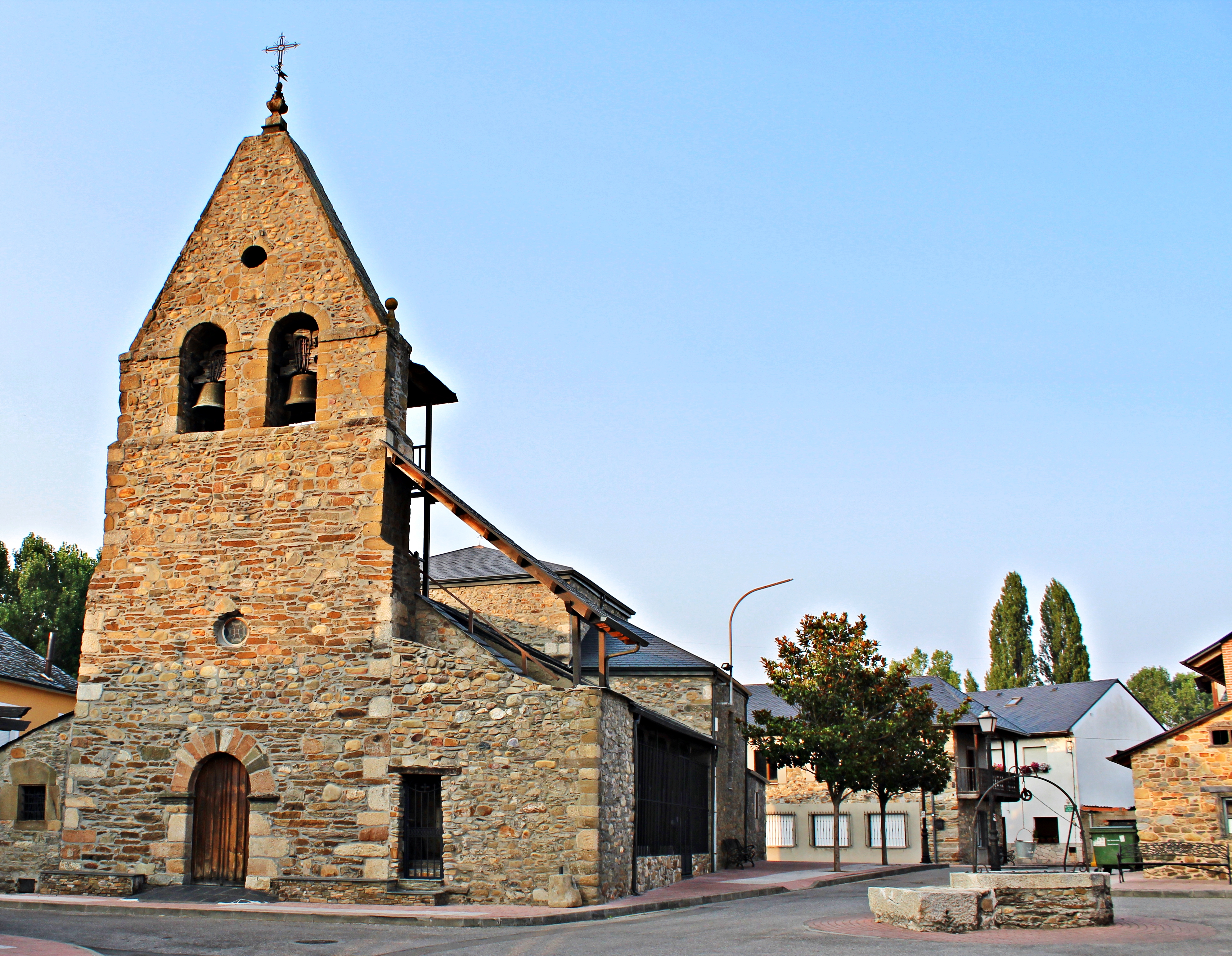
Iglesia San Román

Los orígenes palpables de esta pequeña localidad se remontan al paleolítico superior, siendo una de las piezas estrella del Museo del Bierzo Alto los núcleos tipo choping tool. La mayor cantidad de evidencias arqueológicas están catalogadas en el periodo de dominación romana, situando en los términos del pueblo la ciudad citada en el itinerario de Antonino de "Interamnium Flavium". La pieza más importante encontrada en los términos del pueblo es el famoso "Edicto de Augusto", estando el descubrimiento del mismo rodeado de polémica. La pieza se encuentra actualmente en el Museo de León.
En tiempos poseyó un puente romano cuyos restos fueron aprovechados para construir la torre de la iglesia del pueblo (Olano, 2006, pág 126).
Según la obra de Sebastián Miñano y Bedoya «Diccionario geográfico-estadístico de España y Portugal, de 1826. Al buscar el pueblo en dicho diccionario, aparece en la página 55-56 del tomo VIII.
Los datos recogidos acerca de San Román en ese año, según el libro citado previamente son:

L. S. de España, provincia de León, partido de Ponferrada, obispado de Astorga, jurisdicción de Bembibre, A. P., 189 vecinos, 859 habitantes, I parroquia que tiene por aneja a la de Viloria, I hospital, I posito. Situado en una hermosa llanura que circunda por el sur y por el este el río Boeza que nace en los escarpados riscos de Colinas y los Montes, el cual a 1/2 legua antes de llegar a este pueblo se reúne con el río Bembibre, y se le incorporan el llamado Manzanal y el Cerezal. También se le incorpora el río Argutorio que nace en el monte Araigo o Cruz de Ferro. En la orilla de este último río está el pueblo de Poibueno antes llamado Poimalo. Por el norte y el oeste circunda a San Román el río Noceda, que también toma su nombre del pueblo por donde pasa, distante 2 leguas de este. Se reúne a medio cuarto de legua con el Boeza dejando al este la villa de Bembibre, al norte los pueblos de Viñales y Rodanillo, al oeste Cobrana, Congosto y Almazcara, al sur de la otra parte del Boeza a Matachana y Villaverde de los Cestos. A orillas del río Boeza disfruta San Román de una hermosa llanura de 1/2 legua de regadío que produce lino, legumbres y toda clase de frutas: en el intermedio de una colina que está al norte y a la referida Vega hay muchas viñas de buena calidad. Todos los pueblos nombrados disfrutan de iguales o semejantes productos y abundan de yerba. Distaa 2 leguas y 1/2 de la cabeza del partido. Contribuye con 4.184 rs, II mrs. Derechos enajenados 1178 rs, II mrs.

## Patrimonio

### Arquitectura
- Iglesia de San Román Mártir (S. XVI)
- Ermita del Santo Cristo (S. XII)
- Casona de los Robles Álvarez (S. XVII)
- Puente de San Román (S. XVI)

### Arqueología
En los terrenos de San Román se han hallado numerosos yacimientos arqueológicos que se describen a continuación:
| Nombre        | Cronología                                                              | Tipología                                |
| ------------- | ----------------------------------------------------------------------- | ---------------------------------------- |
| Pillote       | Romano Altoimperial Altomedieval Cristiano                              | Lugar de habitación: Castro              |
| El Palomar    | Romano Altoimperial                                                     | Lugar de habitación: Castro              |
| Los Barrios   | Romano Altoimperial Altomedieval Cristiano                              | Lugar de habitación: Núcleo urbano       |
| Santa Eulalia | Romano Altoimperial Altomedieval Cristiano                              | Lugar de habitación: Villa               |
| Puente        | Romano Altoimperial Plenomedieval Cristiano                             | Edificio público / Obra pública / Puente |
| El Fresno     | Romano Altoimperial Tardorromano                                        | Asentamiento rural: Villa                |
| El Parral     | Romano Altoimperial Tardorromano Paleolítico inferior Paleolítico medio | Lugar de habitación: Poblado / Ciudad    |

Así pues, según el citado estudio, tenemos indicios de poblamiento en el Paleolítico inferior que cronológicamente va desde hace 2,5 millones de años hasta el 100.000 A.C

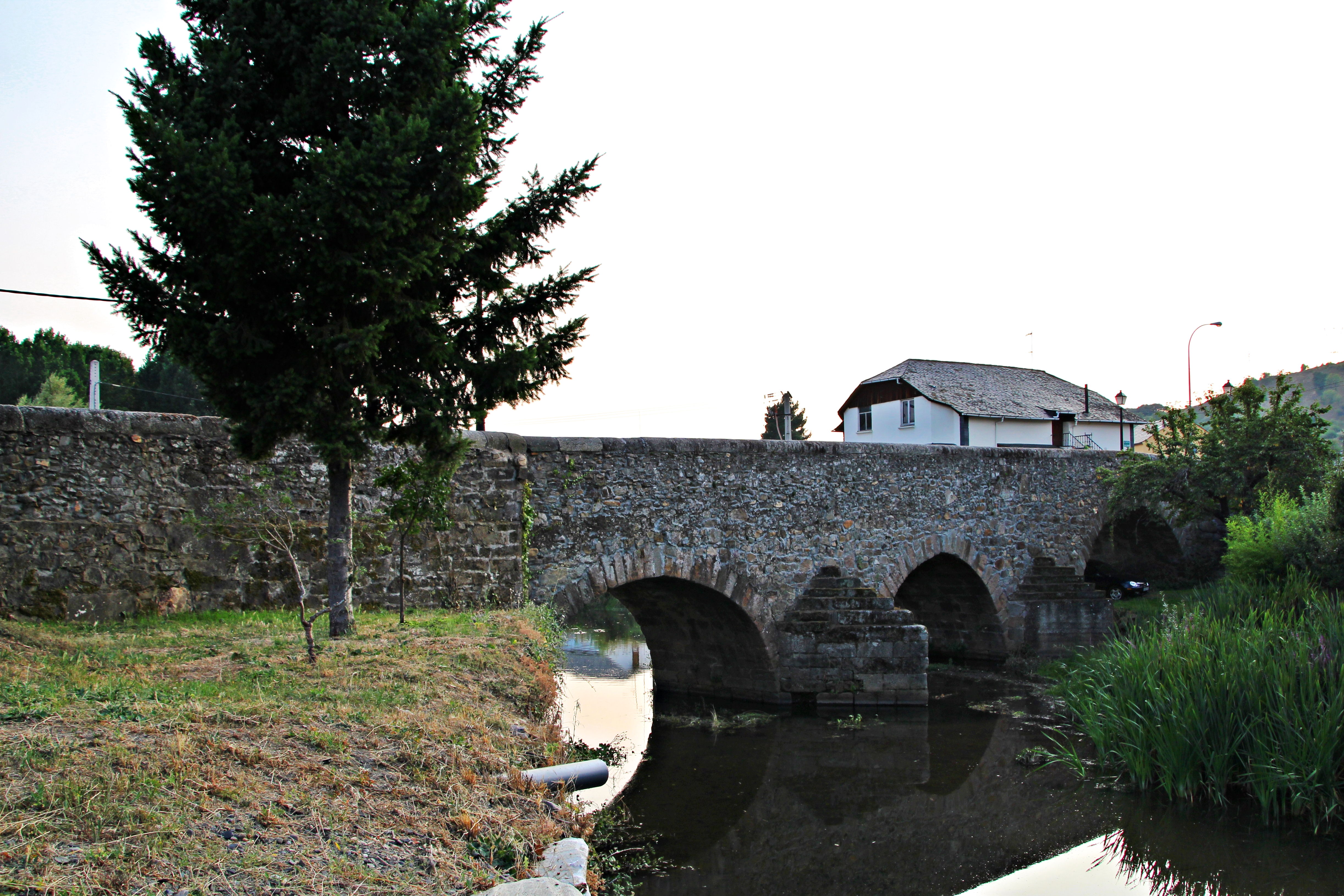
Puente de San Román de Bembibre sobre el río Noceda

### Etnografía y fiestas
A nivel de tradición etnográfica en Semana Santa existe la tradición de realizar un arco de laurel que se recoge entre los vecinos y los jóvenes del pueblo de los laureles de los vecinos para confeccionar el arco. Posteriormente el domingo de ramos se saca a la virgen pasándola por el arco en cuestión. Existía, también, la tradición que podríamos denominar de "dejar el rastro". No es otra que dejar un rastro de paja a jóvenes del pueblo como símbolo de posibles sentimientos entre ambos. El rastro confluye en la iglesia. En otras localidades se ha usado este método pero con otro tipo de celebraciones.
Asociado a esta tradición, está, también el repicar de las campanas a lo largo de la noche.
La festividad principal son las Fiestas del Carmen en San Román de Bembibre (16 de julio). El pueblo en fiestas duplica o triplica la cantidad de gente en sus calles, lo cual indica la importancia de las mismas para jóvenes y no tan jóvenes que rememoran cada año el evento. Es tradicional en estas fiestas el consumo de sidra.
Asimismo el día 9 de agosto se celebra el día de San Román, patrón del pueblo, siendo festivo también.

### Rutas jacobeas
San Roman forma parte de la ruta jacobea Camino de Manzanal.